# Cercle athlétique de Montreuil (football)
Pour les articles homonymes, voir CA Montreuil.
Ne pas confondre avec le Club athlétique de Montreuil, club omnisports connu pour sa section athlétisme.
Le Cercle athlétique de Montreuil est un club français de football fondé en 1920 et disparu en 1972.
Six fois champion de Paris entre 1934 et 1972, le CAM découvre le championnat de France amateurs en 1949-1950, qu'il dispute pendant 16 saisons.
En Coupe de France, le CA Montreuil signe quelques beaux parcours : huitième de finaliste en 1942 et 1950 et seizième de finaliste en 1952, 1962 et 1964. 
Après un dernier titre de champion de Paris gagné en mai 1972, le club fusionne en juin 1972 avec le Paris Football Club à la suite du divorce entre le Paris FC et le Paris Saint-Germain Football Club, fournissant au PFC la base amateur obligatoire réglementairement à tous les clubs pour exister.

## Palmarès
- Champion de DH Paris : 1934, 1935, 1942, 1949, 1958, 1972

## Entraîneurs
- Joseph Mercier
- 1969-1972 :  Antoine Dalla Cieca